# Подолай себе
«Подолай себе» — радянський художній фільм 1975 року, знятий режисером Гіясом Шермухамедовим на кіностудії «Узбекфільм».

## Сюжет
За мотивами роману Мірмухсіна «Умід». Про молодого вченого-селекціонера Уміда Рустамова, який працює над виведенням сортів бавовнику, несприйнятливого до захворювань.

## У ролях
- Ісамат Ергашев — Умід Рустамов
- Алім Ходжаєв — Салімхан Абіді
- Аїда Юнусова — Жанна
- Тамара Шакірова — Хафіза
- Роза Ісмаїлова — Зухра Ікрамівна
- Закір Мухамеджанов — Шукур Каримович
- Набі Рахімов — Хамід Маткаримович
- Пулат Саїдкасимов — Закір Якубов
- Туган Режаметов — Еркін Батиров
- Тамара Логінова — Лариса Іванівна
- Хікмат Латипов — Кощі-бобо
- Джура Таджієв — вахтер
- Фуркат Ахмедов — епізод
- Юсуф Азімов — епізод
- В. Лизіна — епізод
- Саїб Ходжаєв — епізод
- Хабіб Наріманов — колгоспник
- Назіра Алієва — дружина Кощі-бобо
- Туйчі Аріпов — голова колгоспу
- Т. Ісламов — співробітник інституту
- Євген Сегеді — епізод
- Вахаб Абдуллаєв — співробітник інституту

## Знімальна група
- Режисер — Гіяс Шермухамедов
- Сценарист — Іван Менджерицький
- Оператори — Ергаш Агзамов, Микола Хмара
- Композитор — Ігор Космачов
- Художник — Бахтійор Назаров